# Cừu Galicia

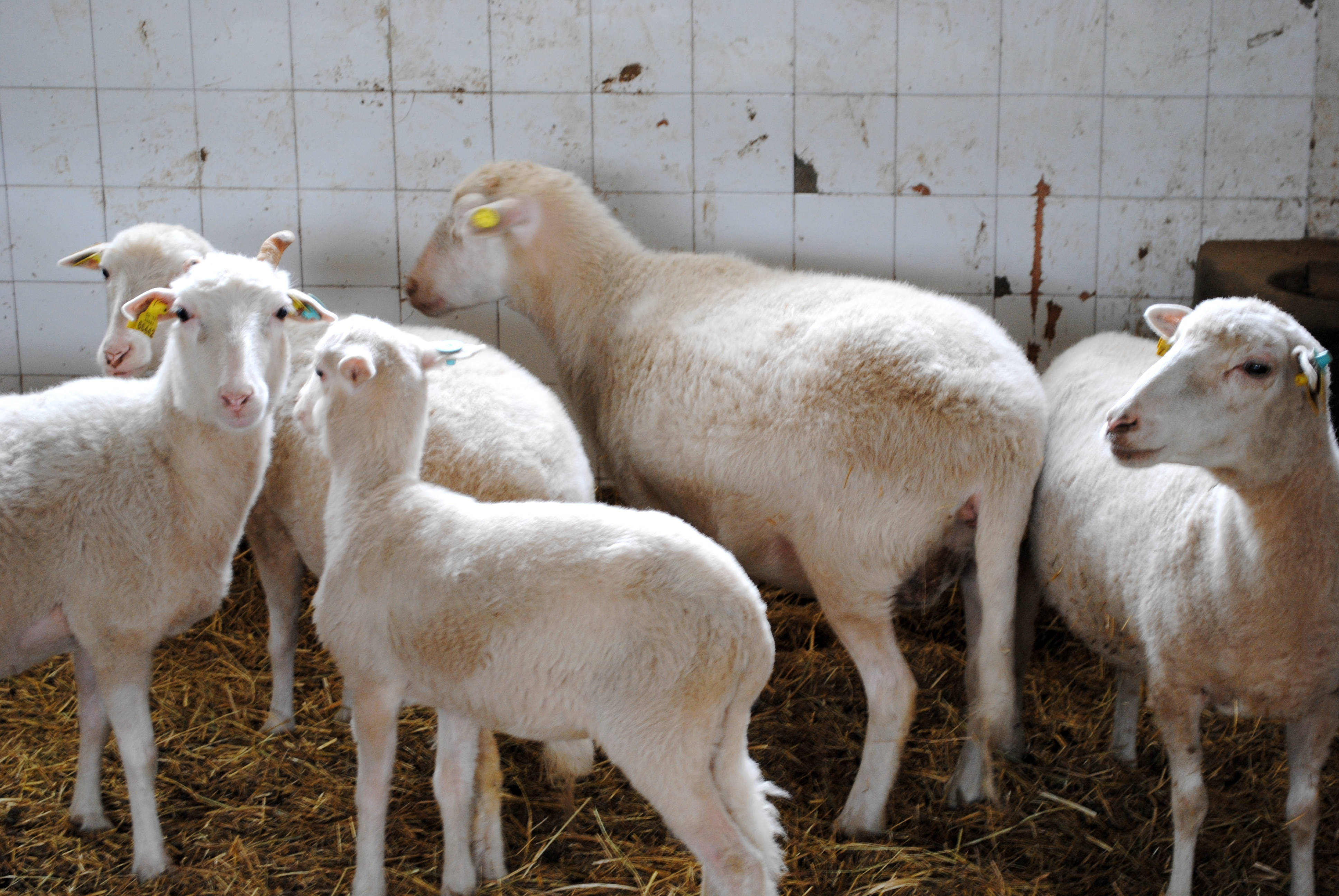
Cừu Galicia

Cừu Galicia (tiếng Galicia: Ovella Galega) là một giống cừu có xuất xứ từ Galicia thuộc Tây Ban Nha, tên nhị thức của nó là Ovis aries celtibericus. Chúng được sử dụng chính cho giống này của gia súc là cho thịt cừu và sản xuất sữa cừu. Số lượng động vật của giống này ở Galicia cải thiện đáng kể trong những năm qua. Trong năm 2012, tổng số cừu Galician là 4.548 (3.862 con chiên cái và 686 con cưu) phân bố ở 110 nông trại.

## Đặc điểm
Mặc dù một lần tìm thấy trên bán đảo Galicia, giống này bây giờ chỉ tồn tại trong cộng đồng nhỏ, biệt lập trong khu vực. Sự tập trung lớn nhất nằm ở Ourense, Tây Ban Nha, phía nam của Lugo và phía tây của Pontevedra. Cừu Ovella galega là một con cừu mang tầm cỡ tương đối nhỏ, với một lớp lông khoác đó là toàn màu đen hoặc màu trắng. Con đực phát triển sừng trong các hình thức của đôi xoắn ốc, trong khi ở con cái, sừng nói chung là nhỏ bé nếu chúng tồn tại ở tất cả. Có hai kiểu sinh thái riêng biệt, Mariñano hoặc của 'vùng thấp', cũng như Montaña, của "vùng cao". Các Kiểu sinh thái đầu tiên thường có tính năng cừu nặng hơn, khoảng 35–40 kg ở con cái và 50–70 kg ở con đực. Thứ hai, có nguồn gốc độ cao cao hơn, có xu hướng nhỏ hơn, khoảng 20–35 kg đối với con cái và 35–45 kg cho con đực.

## Chăn nuôi
Khối lượng sơ sinh là một tính trạng chịu ảnh hưởng di truyền của phẩm giống, các giống khác nhau thì có khối lượng sơ sinh khác nhau, khối lượng sơ sinh cao thường thấy ở những giống cừu cao sản. Tăng trọng và khối lượng cai sữa của cừu nhiệt đới thấp hơn cừu ôn đới. Tốc độ tăng trưởng của những con cừu con, đặc biệt là trong giai đoạn đầu của sự phát triển thường chịu ảnh hưởng mạnh mẽ bởi giống (kiểu gen) việc chọn lọc đã cải thiện về tầm vóc, năng suất của cừu, Những quan sát được về sự khác biệt trong khối lượng và tăng trọng giữa các kiểu gen khác nhau trong đáp ứng với thức ăn bổ sung có thể là do sự khác biệt về đáp ứng của các kiểu gen khác nhau đối với thức ăn tinh.
Tăng trưởng tương đối của cừu tuân theo quy luật giảm dần theo tháng tuổi. Cường độ sinh trưởng tương đối đều tăng mạnh nhất cả ở cừu cái và cừu đực ở giai đoạn sơ sinh đến 3 tháng, sau đó dần dần giảm xuống theo các giai đoạn tháng tuổi về sau, Điều này được lý giải quản lý của trại nuôi dưỡng đối tượng cừu lai đực cái là tương tự nhau, vì vậy đã ảnh hưởng đến cường độ sinh trưởng của cừu đực, chưa đảm bảo làm tăng tốc độ tăng trưởng tương đối trong nghiên cứu này. Cho nên cần thu gom cừu đực để vỗ béo trước khi giết mổ.
Với phương thức chăn nuôi dựa chủ yếu vào đồng cỏ tự nhiên thì khả năng sản xuất và chất lượng thịt thấp do chất lượng và số lượng thức ăn từ đồng cỏ dao động theo mùa không đáp ứng đủ nhu cầu dinh dưỡng. Việc sử dụng hiệu quả các nguồn thức ăn sẵn có tại địa phương mang lại lợi ích kinh tế là cơ sở để xác định những giống vật nuôi thích hợp nhằm mang lại hiệu quả hơn. Cùng một giống cừu được cho ăn khẩu phần có tỷ lệ cám khác nhau thì cũng làm tăng khối lượng khác nhau. Như vậy, cắt đuôi cừu để vỗ béo đã nâng cao khả năng tăng trọng và cải thiện chất lượng thịt cừu.
Tốc độ phát triển của thịt và mỡ ở cừu cho ăn thức ăn tinh lớn hơn ở cừu chăn thả (P < 0.001), tỷ lệ nạc/mỡ ở cừu chăn thả cao hơn ở cừu cho ăn thức ăn tinh, tuy nhiên vỗ béo cừu bằng chăn thả (chỉ ăn cỏ) làm giảm tốc độ phát triển của tất cả các mô so với vỗ béo cừu bằng thức ăn tinh nên cừu vỗ béo bằng cỏ nhẹ cân hơn lúc kết thúc. Thức ăn tinh có ảnh hưởng đáng kể đến sinh trưởng, tăng trọng cao hơn, khối lượng thịt xẻ cao hơn, tuy nhiên cừu đực vỗ béo bằng cỏ nhiều thịt nạc hơn cho thấy bổ sung thức ăn tinh đã ảnh hưởng đến sinh trưởng và năng suất của cừu, tuy nhiên chỉ chăn thả không không đủ cho sinh trưởng ở mức cao nhất, chăn thả cộng với bổ sung một lượng tối thiểu thức ăn protein sẽ làm tăng năng suất cừu và giảm chi phí sản xuất. 